# Fredrik Söderberg (affärsman)
Anders Fredrik Söderberg, född 28 november 1977 i Sigtuna, är en svensk affärsman. Han är sedan den 26 juni 2023 klubbdirektör för AIK Fotboll och VD för företaget AIK Fotboll AB.
Fredrik Söderberg anställdes först inom AIK på posten som Biljett- och marknadschef den 1 juli 2018 och utsågs den 4 maj 2020 till vice VD och vice klubbdirektör för AIK Fotboll. Han har tidigare arbetat med sportevenemang på Friends Arena och Stockholm Live samt drivit ett eget företag inom media. Han är son till AIK:s tidigare klubbdirektör Stefan Söderberg.